# Comisión Científica del Pacífico

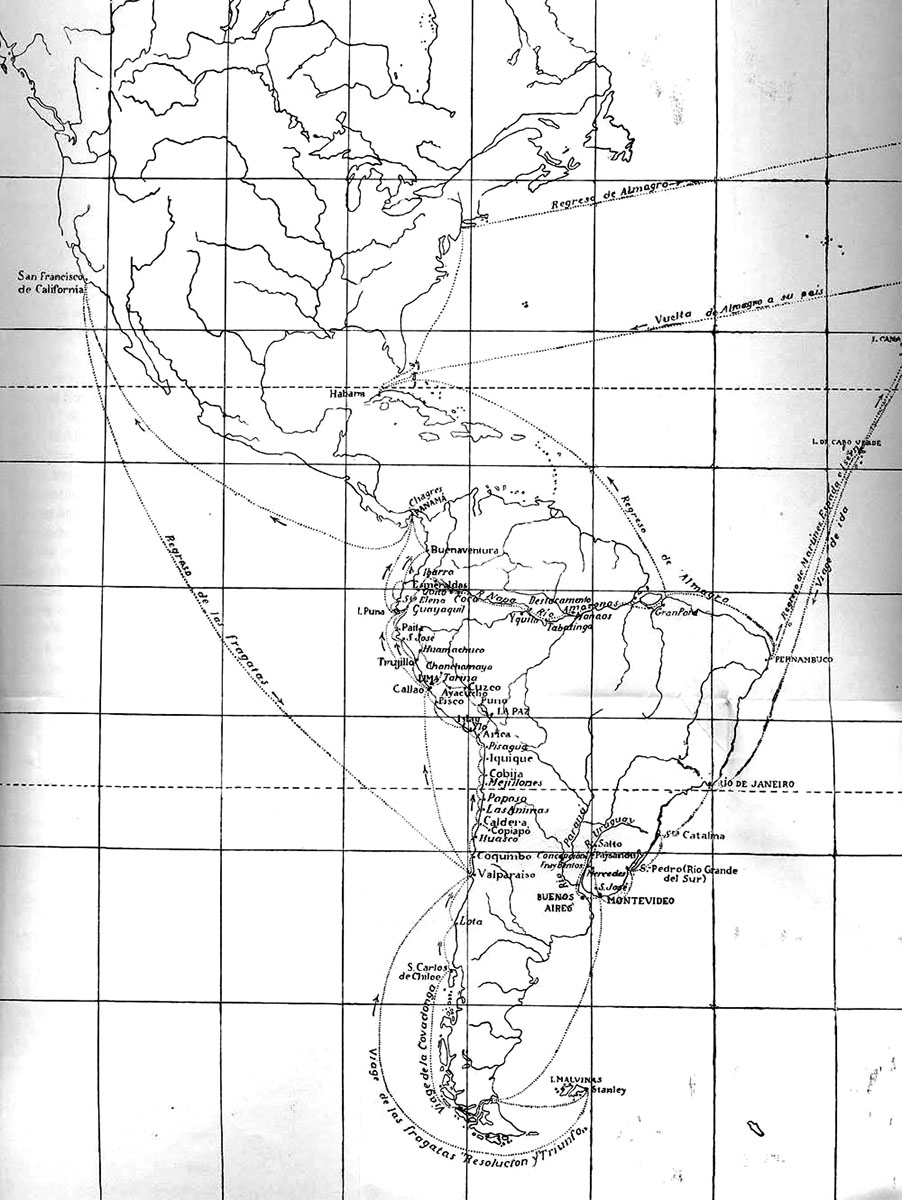
Mapa con el itinerario de los integrantes de la Comisión Científica del Pacífico, publicado en la memoria oficial redactada por Manuel Almagro titulada Breve descripción de los viajes hechos en América por la Comisión Científica enviada por el gobierno de S.M.C durante los años de 1862 a 1866

La Comisión Científica del Pacífico fue una expedición de naturalistas y científicos españoles enviada al continente americano entre 1862 y 1865 que se convirtió en la principal empresa de la ciencia imperial o neocolonial en el reinado de Isabel II, desarrollada en el marco de un movimiento político-cultural panhispanista. Los expedicionarios bordearon todo el continente americano desde Brasil hasta California y atravesaron desde el Pacífico hasta el Atlántico siguiendo la ruta amazónica. Solamente cuatro de los ocho componentes de la expedición concluyeron todo el viaje.
Las propuestas para enviar un grupo de naturalistas españoles a América se iniciaron en 1860 y coincidieron con la planificación del envío de una escuadra naval en visita de buena voluntad a la costa americana del Pacífico. A fines de 1862 el gobierno español decidió incorporar la expedición científica a la visita naval de buena voluntadaunque algunas fuentes apuntan a que el verdadero objeto de la expedición era político y militar, buscando bases navales y comerciales en los territorios recién independizados de España, y que el añadido del grupo de naturalistas no fue más que una coartada científica.
Los naturalistas tuvieron que pasar por todo tipo de penalidades. «Excepto el respirar, en todo, hasta en el comer, tuvimos privaciones por el descuido con que se hizo todo lo relativo a la comisión», escribió el zoólogo Martínez y Sáez.

## Antecedentes
Debido al prestigio de Alejandro de Humboldt, el continente americano fue uno de los espacios geográficos que más atrajeron la atención de los naturalistas europeos a mediados del siglo XIX. En pocos años salieron diversas empresas colectivas destinadas a la exploración y estudio de la naturaleza y las culturas de ese mundo, nuevo para una óptica europea. Entre esas expediciones científicas cabe destacar el viaje de circunnavegación de la fragata Novara (1857-1859) y la Commission scientifique du Mexique, realizada tras la retirada de las tropas españolas e inglesas de México.: §7 
El reglamento de la expedición describe con bastante claridad la finalidad de la misma:

Artículo 1. Son objeto de la Comisión, las investigaciones y observaciones relativas a los diversos ramos de las ciencias naturales, así como la adquisición de ejemplares, copias y dibujos de seres naturales notables que se encuentren en las regiones por donde pase la escuadrilla que la conduce.

## Miembros de la expedición
Se escogieron ocho personas que aceptaron formar parte de la Comisión Científica del Pacífico, después de que varias de las personas propuestas inicialmente renunciaran por motivos familiares, de salud o de trabajo. La Comisión finalmente quedó compuesta por seis naturalistas, un taxidermista y un dibujante y fotógrafo: el Artículo 2 del reglamento de la Comisión define su composición de la siguiente manera: «Se compone la Comisión de un Presidente  [Paz], un naturalista  [Amor], dos ayudantes naturalistas, 1º y 2º  [Martínez y Jiménez de la Espada], un encargado de los estudios antropológicos y etnográficos  [Almagro], un colector botánico  [Isern], un disecador  [Puig] y un fotógrafo y dibujante  [Castro].»:

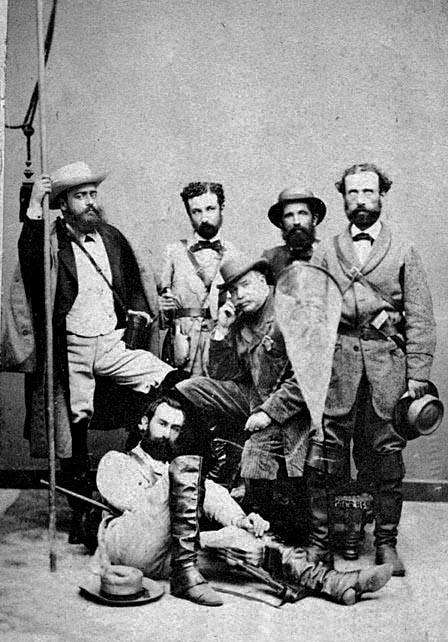
Retrato de los seis naturalistas de la Comisión Científica del Pacífico hecho por Castro en Montevideo hacia diciembre de 1862. De pie, y de izquierda a derecha: el antropólogo Almagro, el zoólogo Martínez, el botánico Isern, y el entomólogo y geólogo Amor. En el centro el presidente de la Comisión el conquiliólogo Paz. Sentado en el suelo, el zoólogo Jiménez.

Patricio María Paz y Membiela, capitán retirado de la marina y naturalista, dirigía la Comisión. Era un reconocido conquiliólogo, especialista en moluscos. Resultó ser una mala opción, ya que era algo sordo, tenía un carácter irascible y discutía con frecuencia con los oficiales del buque y con los demás miembros de la expedición. Tras un año en América, renunció y volvió a España. Recolectó numerosos ejemplares de moluscos y otras especies animales, muchas de ellas nuevas para la ciencia. Como premio a estos trabajos se le concedió en 1867 la Gran Cruz de Isabel la Católica.
Fernando Amor y Mayor, vicepresidente de la Comisión, fue profesor de química, física e historia natural en los institutos de Cuenca, Córdoba y Valladolid antes de unirse a la expedición. Estuvo a cargo de la mineralogía, geología, paleontología y entomología (insectos y arácnidos).Su brillante trabajo fue interrumpido por la muerte a causa de una infección hepática contraída en Suramérica.
Francisco de Paula Martínez y Sáez, secretario de la Comisión. Era un joven naturalista y profesor ayudante de la Facultad de Ciencias de la Universidad Central. Como primer Ayudante Naturalista estuvo a cargo especialmente de los estudios sobre mamíferos, reptiles acuáticos, peces, crustáceos, anélidos, moluscos y zoófitos, recogiendo varios miles de ejemplares que envió a los museos españoles. Llevó un diario detallado de la expedición, en el que incluyó, además de datos científicos, observaciones sobre las personalidades y sucesos que acontecieron.
Marcos Jiménez de la Espada, ayudante del Museo de Ciencias Naturales, discípulo de Mariano de la Paz Graells, catedrático de historia natural en la universidad madrileña, y un zoólogo cuyas extensas investigaciones le dieron fama como geógrafo, historiador y naturalista. Como segundo Ayudante Naturalista estuvo encargado de las aves, mamíferos y reptiles terrestres, y está considerado el miembro más destacado de la expedición. Envió a Europa por primera vez ejemplares de la liebre de la Patagonia, el guanaco, el cisne de cuello negro y el cóndor, así como dieciséis especies nuevas de ranas.Luego sería cofundador de la Sociedad Española de Historia Natural y uno de los pilares de la ciencia española del siglo XIX.
Manuel Almagro y Vega, español oriundo de Cuba, médico que estudió en Madrid y París, versado en antropología física. Fue el encargado de la antropología y etnología, siendo uno de los primeros antropólogos profesionales que hicieron trabajo de campo en América. Envió a España cientos de artefactos indios, junto a cráneos, esqueletos y momias.
Juan Isern Batlló y Carrera, botánico que trabajaba en el Real Jardín Botánico de Madrid. Considerado uno de los miembrso más diligentes de la expedición, como colector-botánico envió a España unas ocho mil plantas recolectadas en Argentina, Chile, Perú, Bolivia y Ecuador, cuidadosamente preparadas y etiquetadas. Por desgracia Isern contrajo una enfermedad tropical cuando exploraba el río Napo, por la que falleció el 23 de enero de 1866 en Madrid, solamente dos semanas después de regresar.

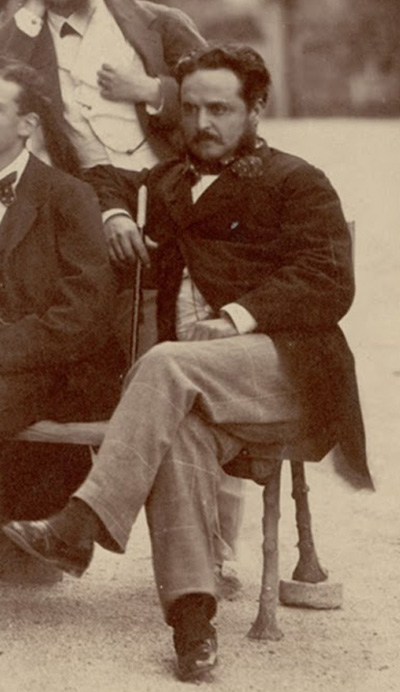
Retrato de Bartolomé Puig realizado por Rafael Castro en 1862

Bartolomé Puig y Galup, médico y ayudante disecador del Gabinete de Historia Natural de la Universidad de Barcelona, a cargo de la zoología. Como taxidermista y disecador de la expedición, su trabajo técnico durante el viaje fue calificado por Marcos Jiménez de la Espada como «escaso y de poca calidad».Conoció a una muchacha chilena y se casó con ella, decidiendo no volver a España con sus compañeros y permaneciendo varios años en Chile antes de regresar a España. Regresó a España en 1865, y se reincorporó a su plaza en el Gabinete de Historia Natural de la Universidad de Barcelona.
Rafael de Castro y Ordóñez, fotógrafo oficial de la Casa Real. Como fotógrafo y dibujante de la expedición, tomó no menos de mil placas de cristal, 300 de las cuales se conservan en el Museo Nacional de Ciencias Naturales. La incorporación de un fotógrafo a la expedición fue un toque de modernismo insólito, una decisión impulsada por Mariano de la Paz Graells y que daría a la Comisión unos testimonios históricos irrepetibles. Castro murió poco después de regresar a España, suicidándose de un disparo en el corazón, y aunque se sabe que realizó bocetos e ilustró ejemplares biológicos para la expedición, una parte importante no ha sido localizada.

## Itinerario
|            | Desp. (t.l.) | Velocidad (Nudos) | Año de Const. |
| ---------- | ------------ | ----------------- | ------------- |
| Triunfo    | 3200         | 11                | 1862          |
| Resolución | 3200         | 11                | 1861          |
| Vencedora  | 778          | 8                 | 1861          |
| Covadonga  | 630          | 7                 | 1859          |

En agosto de 1862, las unidades navales y los miembros de la Comisión se reunieron en el puerto de Cádiz antes de su partida. La escuadra, dirigida por el almirante Luis Hernández-Pinzón Álvarez, constaba de dos fragatas de hélice, la Resolución y la Nuestra Señora del Triunfo, buques de tres palos con motores auxiliares que se utilizaban fundamentalmente para atracar y en las calmas. La goleta protegida Virgen de la Covadonga se reunió posteriormente con las dos fragatas para tomar parte en la expedición. El almirante Pinzón eligió la Resolución, capitaneada por Manuel de la Rigada, como su nave capitana. El capitán Enrique Croquer y Pavía mandaba la Triunfo, nave en la que iban los científicos, repartidos en cuatro camarotes de cubierta.
Los ocho integrantes de la Comisión Científica del Pacífico se vieron sometidos a los vaivenes de las maniobras de la escuadrilla naval que les trasladó a tierras americanas, y sus peripecias estuvieron determinadas por las vicisitudes que sufrió la política hispanoamericanista española en el transcurso de su experiencia viajera.López-Ocón divide la expedición en tres etapas: el viaje desde Cádiz hasta Valparaíso, los viajes por el Pacífico y la etapa final de disgregación de la expedición:: §28 

### Primera etapa: viaje desde Cádiz hasta Valparaíso
Esta primera etapa comienza el 10 de agosto de 1862 con la salida de Cádiz hasta mayo de 1863 cuando toda la expedición se reunió nuevamente en Valparaíso. Tras visitar las islas Canarias y las islas de Cabo Verde, realizaron el cruce del Atlántico; durante el viaje se produjeron dificultades entre los científicos y los oficiales de la Triunfo, que se iniciaron en las Canarias, culminaron en una disputa abierta en Cabo Verde y continuaron hasta que ambos grupos se separaron definitivamente en Chile. Los oficiales de Marina impusieron las estrictas normas del reglamento y las ordenanzas navales, impidiendo en muchos casos la actividad de los científicos; por ejemplo, prohibiendo realizar a bordo la disección y conservación de ejemplares, con la consiguiente pérdida de muchos de los ejemplares recolectados, negándoles los botes para trasladarse a tierra e incluso prohibiéndoles salir de los camarotes salvo para comer.
Las fragatas Triunfo y Resolución y la corbeta Vencedora atracaron en Bahía, Río de Janeiro, Santa Catalina y Montevideo, donde encontraron, como estaba previsto, a la goleta Virgen de la Covadonga para seguir a Buenos Aires. Durante estas escalas, los científicos, además de asistir a numerosas recepciones oficiales, se alojaban en tierra y aprovechaban para hacer frecuentes viajes al interior, visitar museos, comprar colecciones, recolectar ejemplares y trabajar con ellos fuera de los barcos, para poder cumplir con los fines de la expedición.  

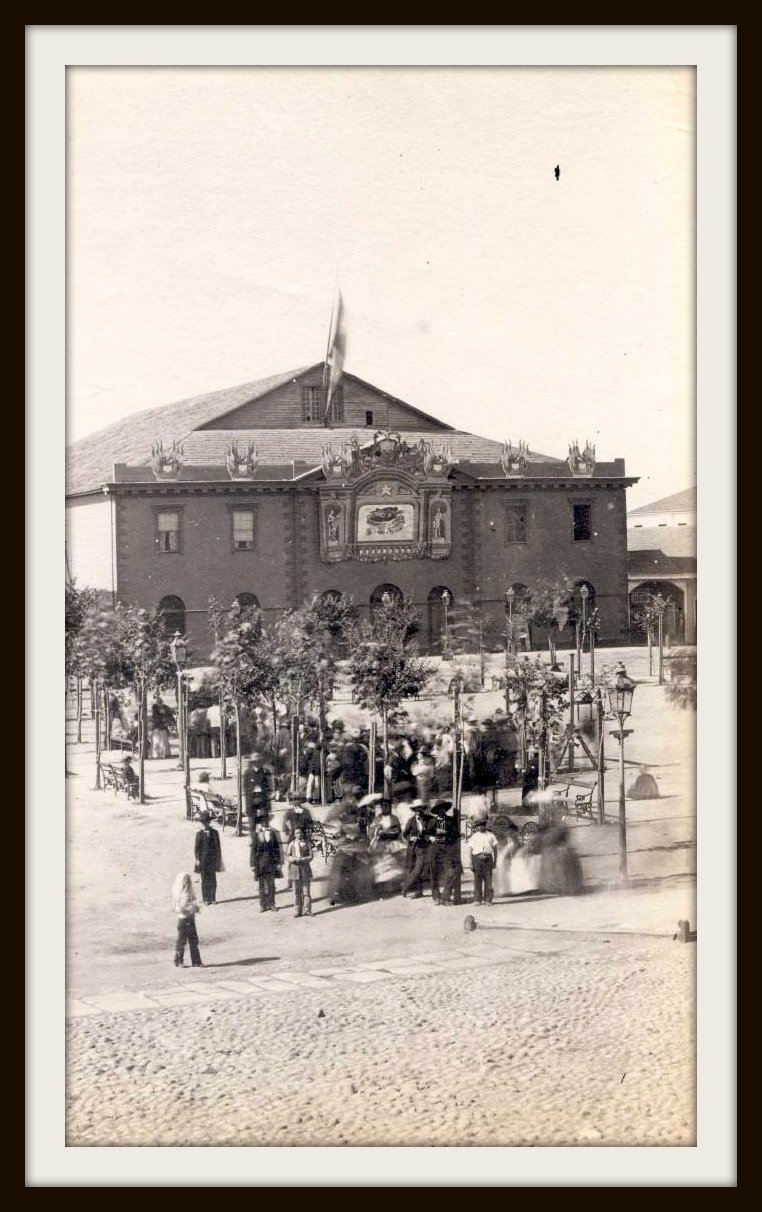
Valparaíso, primer teatro de la Victoria (actual plaza Simón Bolívar) en 1864

En Montevideo, la discordia entre los científicos y los oficiales de Marina alcanzó su extremo y se produjo la escisión de la comisión en dos grupos, uno que iría por tierra y el otro por mar, para volver a unirse en Chile. Por ello, una parte de la expedición, compuesta por Paz, Isern, Almagro y Amor, salió de Montevideo el 26 de diciembre de 1862, continuó a través de Córdoba, Mendoza, la pampa y cruzó los Andes hasta Valparaíso, donde reencontró a los que siguieron la ruta marítima (Jiménez de la Espada, Martínez, Isern y Castro). Las fragatas Resolución y Triunfo (con Martínez, Puig y el fotógrafo Castro) siguieron el derrotero de las Islas Malvinas ,y tras repostar en Puerto Stanley, pasaron el Cabo de Hornos para llegar a Valparaíso. Por su parte, la goleta Covadonga (con Jiménez de la Espada) siguió por el difícil Estrecho de Magallanes, Punta Arenas y San Carlos de Chiloé hasta Valparaíso.  

### Segunda etapa: viajes por el Pacífico
El 9 de mayo de 1863 los navíos estaban en el principal puerto chileno y los naturalistas embarcados saltaron inmediatamente a tierra para celebrar una feliz reunión con sus colegas de la comisión científica.Decidieron pasar un mes aproximadamente en Chile y desplazarse luego al norte hacia Perú. Visitaron Santiago de Chile, el desierto de Atacama, el lago Quilicura y el río Mapocho. Antes de abandonar Valparaíso, los científicos se separaron, dirigiéndose Isern y Almagro hacia el norte en la Covadonga, dado que el poco calado de este buque le permitía entrar en algunas calas y puertos más pequeños. La Covadonga salió desde Valparaíso hacia Coquimbo, Huasco, Caldera, Cobija, Iquique, Arica, Islay, islas Chincha y Callao. El resto de la escuadra siguió directamente al Callao, adonde llegaron el 10 de julio y, dos días después, la Covadonga arribó.
La mayor parte de los miembros de la comisión se dedicaron a visitar los puertos y centros mineros de la costa pacífica de Suramérica, mientras que Isern y Almagro cruzaron las tierras altas de Bolivia y Perú. Su excursión de dos meses y medio a pie, a caballo o en mula fue bastante dura, por la altitud del terreno y el mal de altura que sufrieron, pero les permitió avanzar en el conocimiento del reino de los antiguos incas. Visitaron Tacna, Santiago de Machaca y La Paz, donde pudieron descansar. Después se dirigieron al yacimiento de Tiahuanuaco, Guaqui, el lago Titicaca y entraron al Perú por Puno. Allí se separaron, dirigiéndose el antropólogo al Cuzco, capital de los incas, Urubamba, Ayacucho y Huancayo (un viaje a caballo de cerca de dos mil kilómetros), mientras el botánico visitaba Arequipa, el puerto de Islay y el sur del Perú, para reunirse ambos a finales de agosto en Lima.

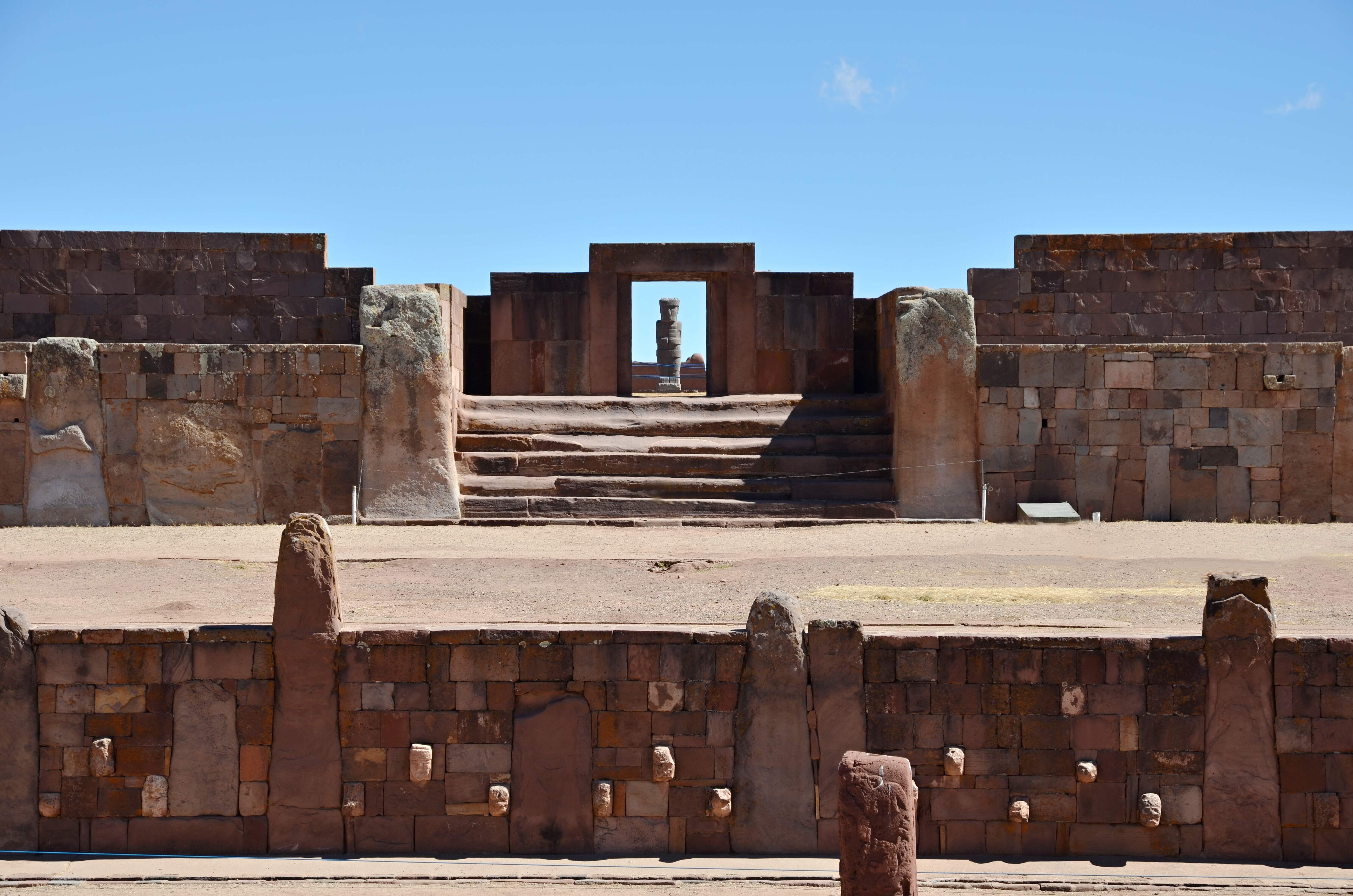
Tiahuanuaco, templete semisubterráneo y al fondo el Templo de Kalasasaya

En Lima supieron por el vicecónsul que el almirante Pinzón y la escuadra española habían visitado Lima en julio, pero que habían continuado a Panamá y California. Pinzón les había dejado algún dinero y el presidente de la Comisión órdenes de continuar con las investigaciones en el interior del Perú y reunirse con la escuadra española en noviembre, cuando regresase al Callao.
Mientras Isern y Almagro hacían su expedición, el resto de los científicos visitaron Lima y sus alrededores y dos semanas después la escuadra se trasladó al norte, a Ecuador. La continua disputa entre el capitán Croquer de la Triunfo y el presidente Paz alcanzó su punto culminante, ya que Croquer estimó que los científicos habían abandonado su buque definitivamente y ordenó vaciar sus camarotes. En julio de 1863 Paz decide dimitir como presidente de la Comisión y regresar a España en un buque de línea regular. El nuevo director fue el secretario Martínez, ya que el vicepresidente Amor se encontraba gravemente enfermo.
La Triunfo se dirigió al golfo de Guayaquil, tras detenerse brevemente en el puerto Paita. El 4 de agosto de 1863 ocurre el incidente de Talambo entre colonos españoles y agricultores peruanos, que termina con un saldo de dos muertos. Mientras tanto, el 12 de agosto de 1863 la escuadra llega a la isla de Taboga en Panamá. En la Ciudad de Panamá, como en las demás ciudades de Suramérica visitadas, los lugareños organizan una recepción en honor del Almirante Pinzón, la Comisión Científica, y los oficiales de la armada española, a la cual asisten cincuenta oficiales.

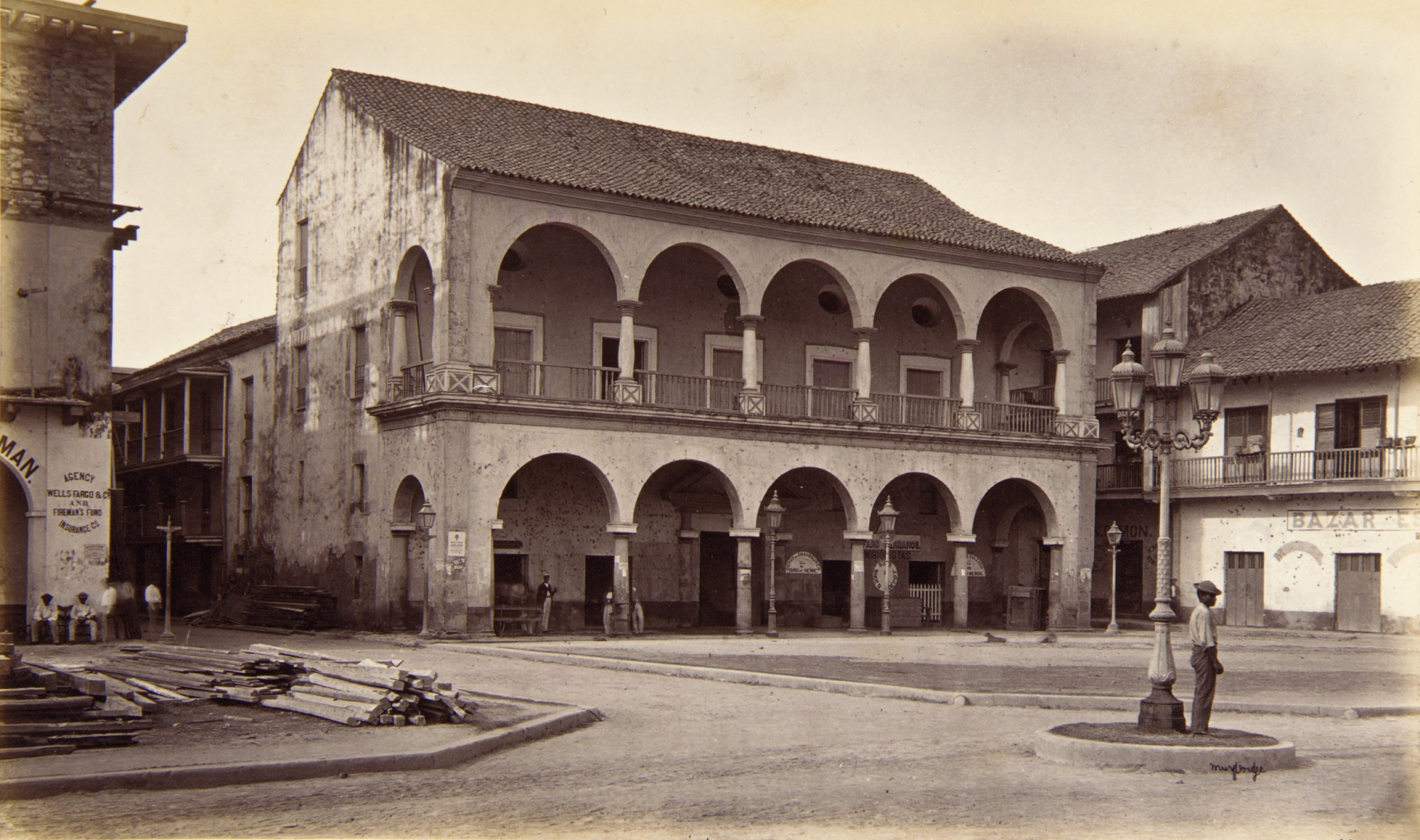
Antiguo cabildo de Panamá en 1876

A mediados de agosto, una junta presidida por el almirante Pinzón determina que la Covadonga visite los puertos centroamericanos del Pacífico, mientras las dos fragatas realicen una visita a San Francisco. Jiménez de la Espada decidió viajar en la Covadonga, mientras Martínez, Amor, Puig y Castro permanecieron a bordo de la Triunfo. El antiguo presidente Paz iba de camino a España y Almagro e Isern continuaban su expedición por el Perú.
La Comisión continúa su viaje de seis semanas de navegación hasta San Francisco, California, donde Pinzón conoce a Eusebio Salazar y Mazarredo. Fernando Amor fallece en San Francisco el 21 de octubre de 1863 debido a una enfermedad hepática. Martínez y Castro iniciaron una excursión de una semana a la región montañosa de las minas de California, visitando Stockton, Angels Camp y Murphy, así como los bosques de secouyas, volviendo por Buckeye y Sacramento. El 1 de noviembre la fragata Triunfo zarpó de San Francisco con destino a Valparaíso, en una travesía ininterrumpida. La Resolución salió antes, porque debía hacer escala en Panamá y Perú antes de regresar a Chile.
Mientras, la Covadonga, con el zoólogo Jiménez de la Espada a bordo, visitaba Costa Rica, viajando hasta el puerto de Puntarenas, donde obtuvieron muestras de peces y moluscos; después pasó al puerto de Corinto, ya en Nicaragua, aprovechando Jiménez de la Espada para llegar hasta Chinandega y recolectar reptiles y aves. Finalmente, la Covadonga visitó El Salvador, parando en Acajutla y el puerto de La Unión. El 24 de septiembre, la goleta regresó a Valparaíso, pasando por Panamá donde recogió a Almagro. El antropólogo abandonó el buque en Guayaquil para visitar Quito, así como la ciudad peruana de Trujillo, las ruinas de Chan Chan y viajó hasta El Callao, reencontrando allí a la nave Resolución. Almagro e Isern decidieron volver en la Resolución, pero su espera resultó ser de tres meses, pues algunos vecinos españoles pidieron al almirante Pinzón que protegiese sus propiedades, amenazadas por la tensa situación política entre el Perú y España. Ambos científicos aprovecharon este periodo para seguir recogiendo información y ejemplares de americanos. Finalmente, el 28 de diciembre se reúne una junta de oficiales en la fragata Resolución y en marzo de 1864, Pinzón, disimulando su plan de ocupar las islas Chincha, arriba a Valparaíso. 

### Tercera etapa: disgregación

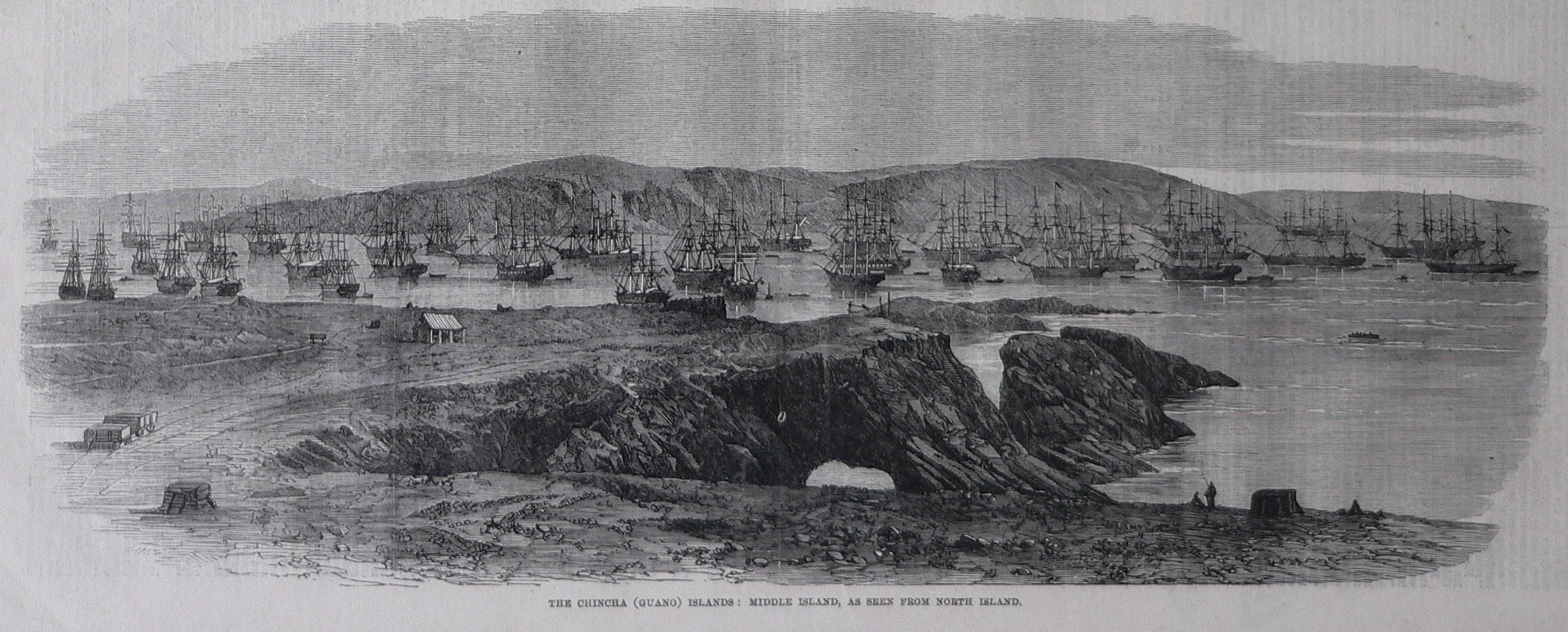
Islas Chincha en 1863

Cuando los científicos regresaron a Valparaíso a finales de marzo, tuvo lugar la ruptura definitiva entre los investigadores y la escuadra naval. El 3 de abril los miembros de la Comisión dejaron de pertenecer a la escuadra, debido a la guerra que estalló entre España y el Perú, y el 14 de abril de 1864 las islas Chincha, con ricos depósitos de guano, fueron ocupadas por la escuadra de Pinzón. La posición de los científicos, civiles, se volvió precaria, quedando sin autorización ni fondos para continuar su misión, aunque, a pesar la incesante hostilidad contra los españoles, los naturalistas continuaron su labor científica haciendo excursiones al campo en Chile, en espera de nuevas órdenes de España. 
A finales de julio de 1964 recibieron órdenes de España, autorizando su viaje de vuelta a través de Suramérica y una comisión de doce mil pesetas para sus gastos y continuaron su viaje hacia Guayaquil. Desde Valparaíso se envió una colección de animales suramericanos vivos para el Parque Zoológico de Madrid, pero de los 86 mamíferos y aves enviados solamente diez llegaron con vida a Madrid en enero de 1965. Por el contrario, otro envío con treinta cajas de plantas chilenas secas llegó en buen estado a la capital española. El taxidermista Puig y el fotógrafo Castro abandonaron la expedición en Guayaquil. Puig se había casado en junio con una mujer chilena y decidió volver a Chile, mientras que Castro regresó a España en buque de línea, muriendo en su casa al poco de llegar a España.

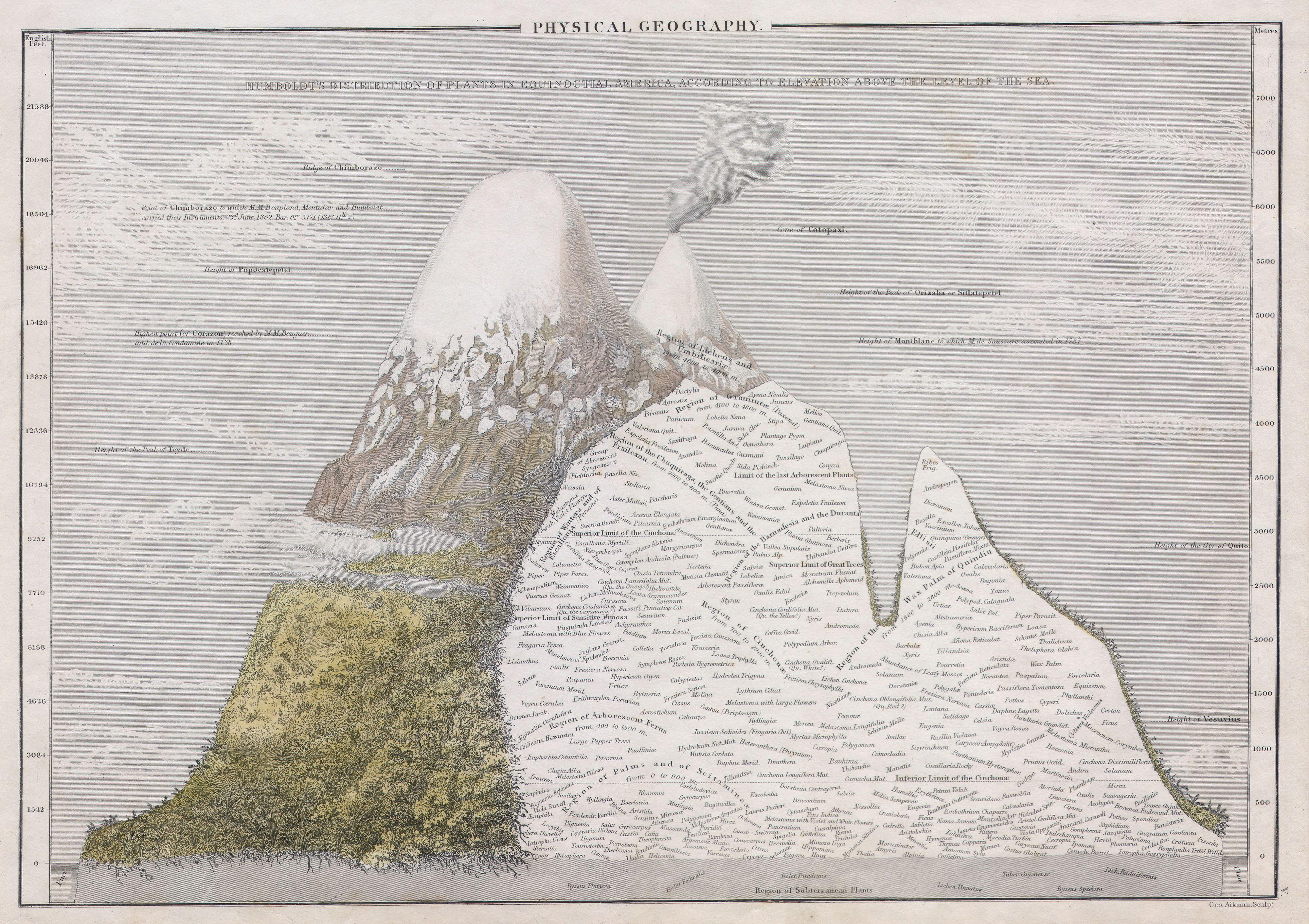
Mapa de las montañas y plantas de América elaborado por Humboldt, donde se ilustra el Chimborazo

Los cuatro miembros restantes de la expedición, Martínez, Almagro, Isern y Jiménez de la Espada, quedaron en Ecuador dispuestos a iniciar su gran viaje a través de Suramérica por su parte más ancha desde Guayaquil hasta Belém, en Brasil. Martínez viajó en primer lugar hasta Quito y los demás le siguieron a mediados de noviembre de 1864, por un camino más largo, pasando por Babahoyo, Guaranda e intentaron escalar dos volcanes, el Chimborazo y el Cotopaxi, sin poder lograrlo. Permanecieron varios meses explorando Quito y sus alrededores; la escalada de los volcanes Pichincha y Antisana fueron probablemente los viajes más memorables durante su estancia en el Ecuador.Este país les impresionó por su enorme pobreza, que afectaba de un modo especial a los indios; los naturalistas quedaron impactados por las penurias que sufrían y por la esclavitud a la que se veían sometidos.
Los preparativos de la continuación de su viaje a través de la cuenca del Amazonas llevaron más de dos meses. En febrero de 1865, habiendo enviado ya por delante la mayor parte del equipaje, los cuatro naturalistas restantes partieron de Quito hacia las selvas del Ecuador. Debido a la dificultad de viajar en grandes grupos, partieron de Quito separados en distintas fechas, acordando reunirse en Baeza. Allí permanecieron un mes reponiendo fuerzas y recolectando ejemplares, especialmente aves como los colibríes. La siguiente etapa les llevó hasta Archidona, un viaje aún más duro que los anteriores, y permanecieron en este poblado hasta el 10 de mayo de 1865. Los naturalistas aprovecharon para visitar numerosos poblados y territorios tribales en la cuenca del río Napo, también llamada en aquel entonces «Tierra de la canela», usando para ello canoas nativas. Pasaron varias semanas recorriendo la región de los ríos Napo y Coca, recolectando ejemplares de plantas, moluscos e insectos y conviviendo con las tribus ribereñas.

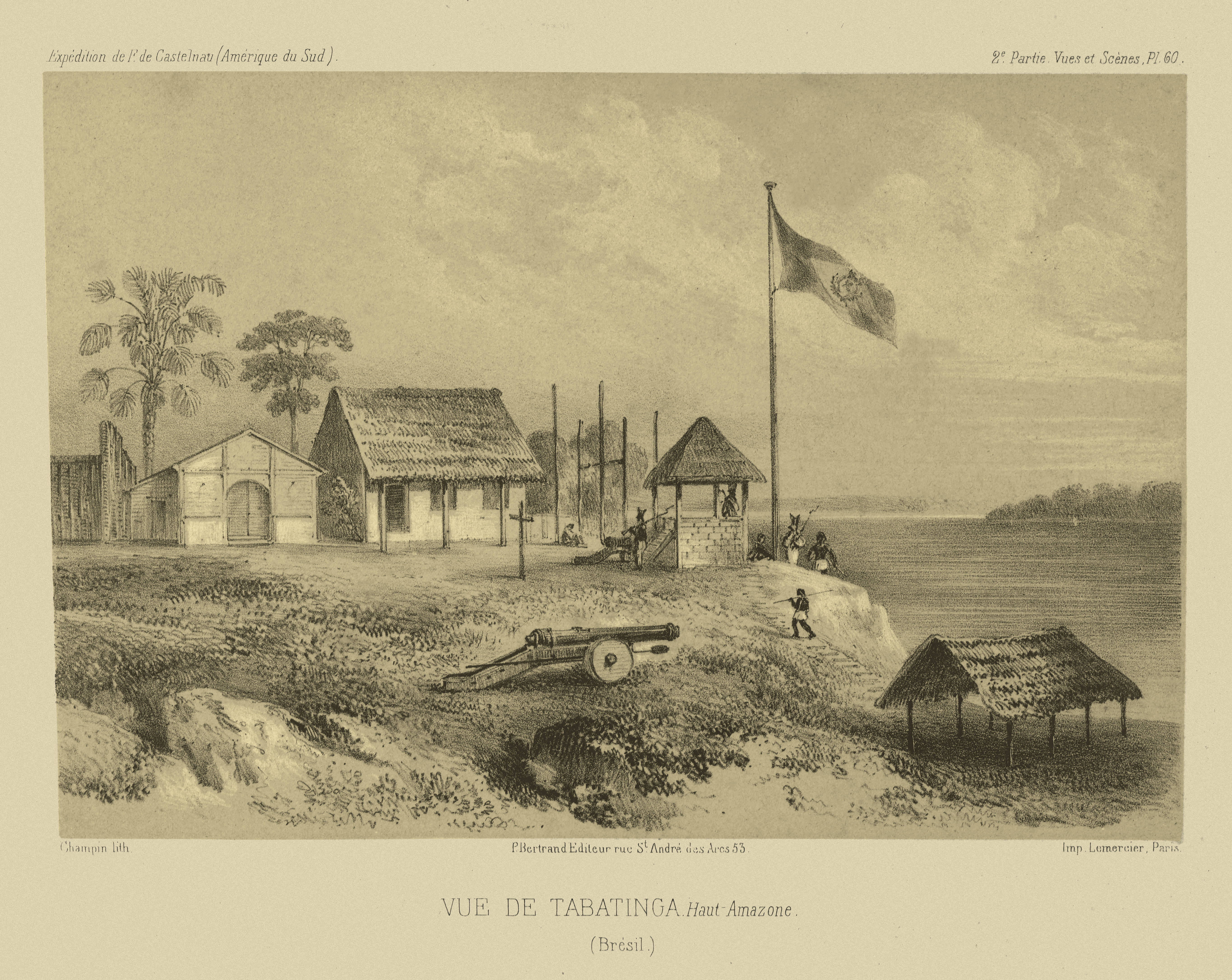
Tabatinga, hacia la mitad del siglo XIX

Reunidos en Coca a principios de julio, los cuatro naturalistas ultimaron sus preparativos para el viaje hasta la confluencia del Napo y el Amazonas. Realizaron una navegación de casi cinco mil kilómetros por estos ríos. Primero, utilizando canoas y balsas hasta Tabatinga, donde tuvieron que permanecer cerca de un mes en penosas condiciones y con lluvias torrenciales a la espera del vapor a Manaus. Dijo Almagro de estos sucesos: «Seguramente los 28 días que pasamos en Tatabinga, acompañados de tantas calamidades, han sido lo más desagradable de nuestro viaje, habiendo vivido allí algunos días en completo ayuno».Por fin llegaron a Manaus el 26 de septiembre de 1865, embarcando de nuevo el 7 de octubre hacia Belém, ciudad a la que el vapor llegó el 12 de octubre.
El vicecónsul español en Belém, Antonio Piñeiro, comprendiendo la crítica situación de los expedicionarios, les adelantó dinero para comprar ropa nueva, envió sus numerosos cajones a España y les proporcionó los billetes del vapor a Pernambuco, donde llegaron el 25 de octubre. El embajador Juan Blanco del Valle, enterado de su llegada, se reunió con ellos y les concedió los fondos solicitados, con los que pudieron pagar sus deudas al vicecónsul Piñeiro y pagar algunos sueldos pendientes de sus ayudantes. Martínez, Jiménez de la Espada e Isern, este gravemente enfermo, zarparon de Pernambuco el 30 de noviembre con destino a Lisboa, llegando en tren a Madrid a finales de 1865. Almagro se desvió a La Habana, para visitar a su familia antes de reunirse con el resto de la expedición en Madrid el 18 de enero de 1866, tres años y medio después de su partida.

## Logros
Juan Isern murió el 23 de enero de 1866 víctima de una infección hepática contraída en la cuenca del Amazonas; no hubo homenaje oficial ni reconocimiento alguno de gratitud pública hacia este mártir de la ciencia. Se hicieron algunos planes para hacer una exposición con los artículos traídos a España por la Comisión, que finalmente se inauguró el 15 de mayo de 1866 en el Real Jardín Botánico de Madrid como «Exposición del Pacífico». Cuando esta cerró en el mes de julio, las colecciones fueron repartidas  por distintas instituciones de enseñanza y museos de toda España. Los miembros de la expedición y sus ayudantes continuaron estudiando las colecciones del Pacífico durante muchos años y en 1880 se consiguió finalmente reunir una parte importante de ellas en el Museo Nacional de Ciencias Naturales (MNCN).

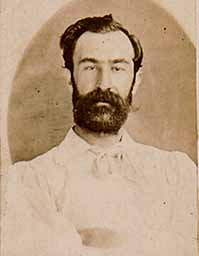
Marcos Jiménez de la Espada, el científico más relevante de la expedición

Las impresionantes y numerosas colecciones de la expedición justifican que fuera enviada y son prueba del intenso trabajo de sus miembros. Los tesoros científicos aportados por la expedición son difíciles de valorar. Muchos de los artículos han podido ser examinados y utilizados por los profesores y estudiantes europeos, y se han exhibido también al público en los museos y jardines botánicos de España. La Comisión envió más de ochenta y dos mil muestras de la naturaleza y de las culturas americanas, cada una de ellas identificada en cuanto a su procedencia, y muchas determinadas con sus nombres científicos y vulgares. A pesar de las dificultades en las que se vieron envueltos esos expedicionarios a lo largo de su periplo lograron cumplir en parte su cometido, y recolectaron numerosos ejemplares de la gea, flora y fauna americana. En diversos centros del Consejo Superior de Investigaciones Científicas (CSIC), donde se custodia gran parte del patrimonio científico generado por esa expedición, se han contabilizado más de 80 mil objetos de historia natural, 4.200 documentos textuales y más de 600 documentos iconográficos procedentes del esfuerzo realizado por los integrantes de esa Comisión Científica del Pacífico.
La colección iconográfica está formada a su vez: a) por una colección fotográfica procedente en su mayor parte de las fotografías realizadas a lo largo de la primera fase de la expedición por el fotógrafo-dibujante de la Comisión Rafael Castro y Ordóñez, y b) por una serie de láminas y dibujos realizados por el mismo Castro, por Jiménez de la Espada, y por diversos artistas que colaboraron con el mismo Jiménez de la Espada en el proceso de producción de sus conocimientos científicos e historiográficos.
Por todo ello, la Comisión Científica del Pacífico puede considerarse un rotundo éxito, aunque la prematura muerte de varios de los expedicionarios limitó el alcance de su repercusión. Asimismo, la pérdida de bastantes de los diarios y documentos que elaboraron a lo largo del viaje impidió una mayor difusión de sus investigaciones; por ejemplo, del diario que llevaba el entomólogo Amor —y que entregó al médico José Pérez Lora, de la fragata Triunfo— sólo se salvó una pequeña parte, pues desapareció en el incendio de ese buque.
| Artículos          | Ejemplares | Especies |
| ------------------ | ---------- | -------- |
| Minerales          | 796        | 156      |
| Rocas              | 530        | 178      |
| Fósiles            | 3          | 1        |
| Plantas            | 8 176      | 2 000    |
| Animales           | 302        | 54       |
| Moluscos           | 38 755     | 816      |
| Insectos           | 23 422     | 4 442    |
| Crustáceos         | 1 874      | 179      |
| Gusanos            | 60         | 26       |
| Peces              | 2 540      | 677      |
| Reptiles           | 687        | 150      |
| Anfibios           | 786        | 139      |
| Huevos de anfibios | 49         | 12       |
| Aves               | 3 478      | 1 117    |
| Huevos de aves     | 249        | 84       |
| Nidos de aves      | 11         | 5        |
| Mamíferos          | 249        | 88       |

Asimismo, se enviaron 37 momias, 74 artefactos de tumbas, 41 cráneos, 11 hamacas, 250 adornos indios, 80 armas, 3 tambores y 2 canoas.

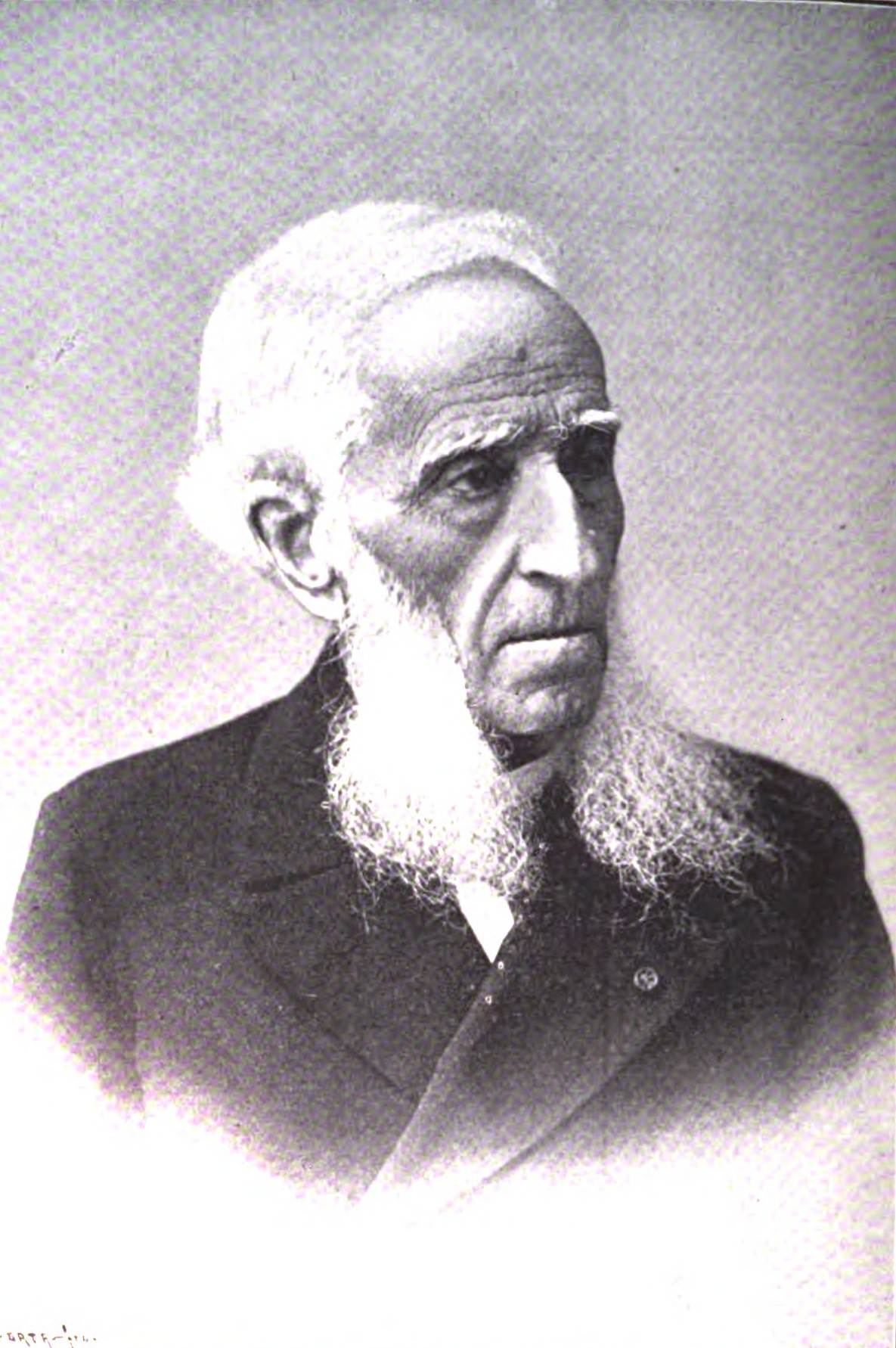
Mariano de la Paz Graells, principal impulsor de la Comisión Científica del Pacífico

En 1995 se produjo el hallazgo en el CSIC de un importante número de documentos recopilados por los expedicionarios. Al poner ordenlas dependencias de la Biblioteca General de Humanidades (BGH) apareció lo que se ha llamado “el tesoro oculto de Jiménez de la Espada”. En un depósito cerrado durante largo tiempo aparecieron en viejos cartapacios más de medio millar de fotografías relacionadas con la expedición científica y más de un centenar de dibujos y láminas de carácter fundamentalmente arqueológicos.La catalogación, ordenación y digitalización de este legado ha permitido comprender mejor el alcance de las investigaciones y descubrimientos realizados.
El Museo Nacional de Ciencias Naturales (MNCN) dedica un espacio permanente a esta expedición científica. En la exposición se presentan algunos de los instrumentos utilizados para colectar los ejemplares junto a láminas, documentos y una selección de los animales que enviaron, tanto naturalizados como conservados en alcohol, así como publicaciones históricas y recientes. En cuanto a las fotografías, hay una representación de las obtenidas en los principales países que recorrieron y también copias digitales obtenidas a partir de los negativos realizados según la técnica del colodión húmedo que se realizaron en 2005.Las imágenes realizadas por el fotógrafo Rafael Castro y Ordóñez están digitalizadas y accesibles en la Biblioteca Virtual de la Red de Bibliotecas y Archivos del CSIC.